# 法布里·科尔内尔
法布里·科尔内尔（匈牙利语：Fábry Kornél；1972年10月22日-）是匈牙利天主教司铎、埃斯泰尔戈-布达佩斯总教区辅理主教、瓜尔迪亚尔菲耶拉（Guardialfiera）领衔主教座堂的领衔主教、匈牙利全国牧师学院院长、2025禧年匈牙利地区特别联络人，曾任第52届国际圣体大会秘书长。

## 牧徽

法布里·科尔内尔牧徽